# NGC 378
NGC 378 es una galaxia espiral barrada de la constelación de Sculptor .
Fue descubierta el 28 de septiembre de 1834 por el astrónomo John Herschel.